# Charlène Guignard
Charlène Edith Magali Guignard (Brest, 12 agosto 1989) è una danzatrice su ghiaccio francese naturalizzata italiana.

## Biografia
Nata a Brest, in Bretagna, ha cominciato nello Sport et Patinage Brest, danzando al fianco di Guillaume Paulmier dagli ISU JGP Junior Ice Dancing di Liberec 2006. Con lui ha condiviso tutta la carriera giovanile. La coppia ha esordito nei campionati francesi nella stagione 2008-2009.
Nel 2010 si è trasferita nell'Agora Skating Team di Milano. In Italia ha iniziato a danzare col compagno Marco Fabbri, con cui intrattiene anche una relazione sentimentale, sotto la guida degli allenatori Barbara Fusar Poli e Igor Shpilband. I due hanno ottenuto il secondo posto in otto edizioni consecutive dei Campionati italiani di pattinaggio di figura, alle spalle della coppia Federica Testa e Christopher Mior a Milano 2011, e poi dietro a Anna Cappellini e Luca Lanotte.
Con Decreto del Presidente della Repubblica Giorgio Napolitano del 3 ottobre 2013 le è stata conferita la cittadinanza italiana, dopo che il governo Letta al Consiglio dei Ministri del 28 febbraio 2013 aveva deciso di attribuirgliela per meriti speciali.
Ha rappresentato l'Italia ai Giochi olimpici di Sochi 2014, gareggiando nel concorso della danza su ghiaccio, dove ha ottenuto il quattordicesimo posto, e nella gara a squadre, nella quale ha interpretato la sola danza libera, contribuendo al piazzamento al quarto posto della nazionale italiana. La stagione si è conclusa con un 14º posto ai Mondiali.
Nella stagione 2014-2015 per la prima volta Guignard/Fabbri hanno partecipato a due gare nel circuito Grand Prix nella stessa stagione. Dopo il sesto posto a Skate America si sono classificati quinti al Trophée Bompard. Nel circuito Challenger Series, appena istituito, hanno vinto due argenti: all'Ondrej Nepela Trophy e al Golden Spin. Vincitori dell'argento al Campionato nazionale, nella seconda parte della stagione hanno ottenuto un sesto posto al Campionato europeo, hanno vinto l'oro all'Universiade e si sono classificati dodicesimi al Campionato del mondo.
Nella stagione 2015/2016 sono arrivati quarti a Skate Canada e Cup of Russia e hanno vinto due tappe del circuito Challenger Series, la Warsaw Cup e la Golden Spin di Zagabria. Settimi agli Europei, ai a Mondiali sono entrati per la prima volta nella top 10 classificandosi decimi. Nella stagione 2016/2017 la coppia ha ottenuto due quarti posti nel circuito Grand Prix, a Skate America e alla Rostelecom Cup, ha vinto altre due gare del circuito Challenger Series, il Lombardia Trophy e il Golden Spin, e ha concluso il Campionato europeo al sesto posto e il Campionato del mondo all'undicesimo.
Nella stagione 2017/2018 la coppia ha ottenuto due quinti posti nel Grand Prix, alla Rostelecom Cup e all'Internationaux de France, e due podi: un oro al Lombardia Trophy e un argento al Golden Spin. Dopo l'ottavo argento consecutivo vinto al campionato nazionale, si è classificata quinta posto al Campionato europeo, decima alle Olimpiadi e nona al Campionato del mondo.
Nelle gare di Grand Prix 2018/2019 hanno chiuso sia Skate America che a Helsinki in seconda posizione qualificandosi per la prima volta per la finale, dove hanno conquistato il bronzo. Alle gare di Grand Prix hanno alternato quelle nel circuito Challenger Series, con due vittorie, una al Lombardia Trophy e una all'Alpen Trophy. In dicembre si sono laureati per la prima volta campioni nazionali. La stagione è proseguita con la prima medaglia in un Campionato ISU, un bronzo al Campionato europeo, e un ottavo posto al Campionato del mondo. Si è conclusa con il quinto posto ottenuto dall'Italia al World Team Trophy.
Ai mondiali di Saitama 2023 la coppia ha vinto la medaglia d'argento, terminando alle spalle degli statunitensi Madison Chock ed Evan Bates. In ragione della loro età Charlene Guignard, 33 anni e 224 giorni, e Marco Fabbri, 35 anni e 53 giorni, sono divenuti i pattinatori più vecchi di sempre a salire sul podiio mondiale nella danza.
Nella finale del Grand Prix 2024/2025 Guignard, sempre con Marco Fabbri, ha raggiunto un eccellente traguardo vincendo l'argento.

## Palmarès

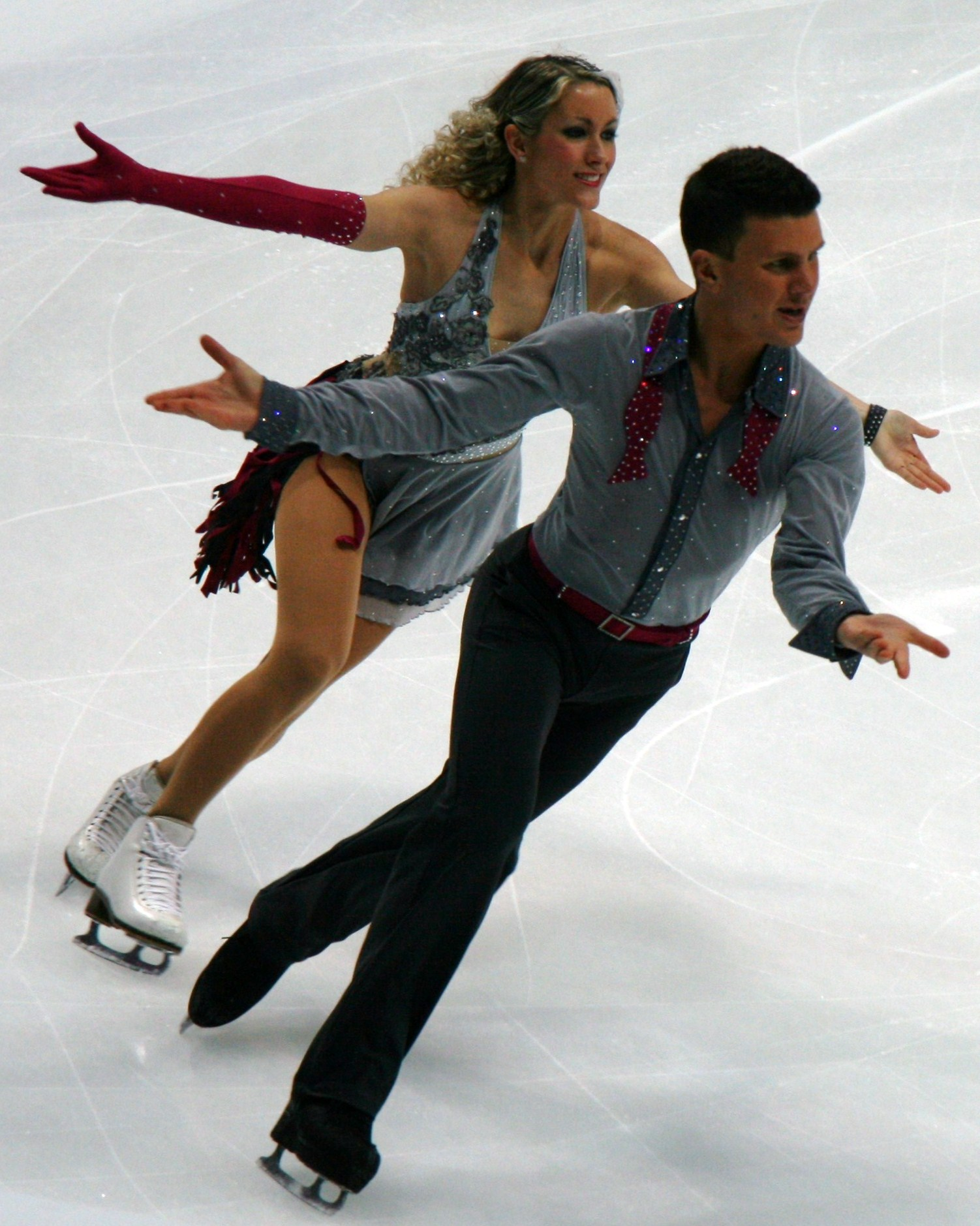
Charlène Guignard e Marco Fabbri ai Mondiali di Mosca 2011.

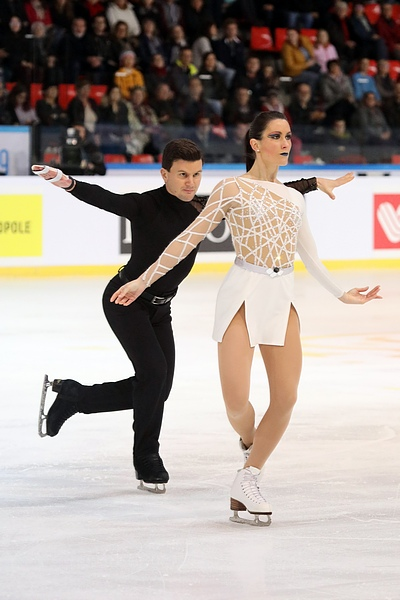
Charlène Guignard e Marco Fabbri all'Internationaux de France nel 2019.

GP: Grand Prix; CS: Challenger Series; JGP: Junior Grand Prix

### Con Fabbri per l'Italia
| Risultati                                                                                 | Risultati      | Risultati      | Risultati      | Risultati      | Risultati      | Risultati      | Risultati      | Risultati      | Risultati      | Risultati      | Risultati      | Risultati      | Risultati      | Risultati      | Risultati      |
| Internazionali                                                                            | Internazionali | Internazionali | Internazionali | Internazionali | Internazionali | Internazionali | Internazionali | Internazionali | Internazionali | Internazionali | Internazionali | Internazionali | Internazionali | Internazionali | Internazionali |
| Evento                                                                                    | 2010-11        | 2011–12        | 2012–13        | 2013-14        | 2014–15        | 2015-16        | 2016-17        | 2017-18        | 2018-19        | 2019-20        | 2020-21        | 2021-22        | 2022-23        | 2023-24        | 2024-25        |
| ----------------------------------------------------------------------------------------- | -------------- | -------------- | -------------- | -------------- | -------------- | -------------- | -------------- | -------------- | -------------- | -------------- | -------------- | -------------- | -------------- | -------------- | -------------- |
| Giochi olimpici invernali                                                                 |                |                |                | 14º            |                |                |                | 10º            |                |                |                | 5º             |                |                |                |
| Campionati mondiali                                                                       | 19º            |                | 17º            | 14º            | 12º            | 10º            | 11º            | 9º             | 8º             | C              | 6º             | 4º             | 2º             | 3º             | 4º             |
| Campionati europei                                                                        |                | 11º            | 9º             | 8º             | 6º             | 7º             | 6º             | 5º             | 3º             | 4º             | C              | 3º             | 1º             | 1º             | 1º             |
| GP Finale                                                                                 |                |                |                |                |                |                |                |                | 3º             |                |                | C              | 3º             | 2º             | 2º             |
| GP Cup of China                                                                           |                |                | 5º             |                |                |                |                |                |                |                |                |                |                |                | 1º             |
| GP della Finlandia                                                                        |                |                |                |                |                |                |                |                | 2º             |                |                |                |                |                |                |
| GP Rostelecom Cup                                                                         |                |                |                |                |                | 4º             | 4º             | 5º             |                |                |                | 2º             |                |                |                |
| GP NHK Trophy                                                                             |                |                |                |                |                |                |                |                |                | 3º             |                |                |                | 2º             |                |
| GP Skate America                                                                          |                |                |                |                | 6º             |                | 4º             |                | 2º             |                |                |                |                |                |                |
| GP Skate Canada                                                                           |                |                |                | 7º             |                | 4º             |                |                |                |                |                | 2º             |                |                |                |
| GP Trophée Eric Bompard                                                                   |                |                |                |                | 5º             |                |                | 5º             |                | 3º             | C              |                | 1º             | 1º             | 2º             |
| GP John Wilson Trophy                                                                     |                |                |                |                |                |                |                |                |                |                |                |                | 1º             |                |                |
| CS Golden Spin                                                                            | 3º             | 3º             |                |                | 2º             | 1º             | 1º             | 2º             |                | 1º             |                | R              |                |                |                |
| CS Cup of Austria                                                                         |                |                |                |                |                |                |                |                |                |                |                | 1º             |                |                |                |
| CS Alpen Trophy                                                                           |                |                |                |                |                |                |                |                | 1º             |                |                |                |                |                |                |
| CS Budapest Trophy                                                                        |                |                |                |                |                |                |                |                |                |                |                |                | R              |                |                |
| CS Lombardia Trophy                                                                       |                |                |                |                |                |                | 1º             | 1º             | 1º             | 1º             |                | 1º             | 1º             | 1º             | 1º             |
| CS Ondrej Nepela Trophy                                                                   |                |                |                |                | 2º             |                |                |                |                |                |                |                |                |                |                |
| CS Warsaw Cup                                                                             |                |                |                |                |                | 1º             |                |                |                |                |                |                |                |                |                |
| Universiadi                                                                               |                |                |                |                | 1º             |                |                |                |                |                |                |                |                |                |                |
| Bavarian Open                                                                             |                | 1º             |                |                |                |                |                |                |                |                |                |                |                |                |                |
| Finlandia Trophy                                                                          |                | 4º             |                |                |                |                |                |                |                |                |                |                |                |                |                |
| International Trophy of Lyon                                                              |                |                | 1º             |                |                |                |                |                |                |                |                |                |                |                |                |
| Lombardia Trophy                                                                          |                |                |                |                |                | 2º             |                |                |                |                |                |                |                |                |                |
| Mont Blanc Trophy                                                                         | 3º             |                |                |                |                |                |                |                |                |                |                |                |                |                |                |
| New Year's Cup                                                                            |                |                | 1º             |                |                |                |                |                |                |                |                |                |                |                |                |
| NRW Trophy                                                                                | 4º             | 2º             |                | 1º             |                |                |                |                |                |                |                |                |                |                |                |
| Pavel Roman Memorial                                                                      |                |                | 3º             |                |                |                |                |                |                |                |                |                |                |                |                |
| Shangai Trophy                                                                            |                |                |                |                |                |                |                | 3º             |                |                |                |                |                | 1º             | 1º             |
| Nazionali                                                                                 |                |                |                |                |                |                |                |                |                |                |                |                |                |                |                |
| Campionati italiani                                                                       | 2º             | 2º             | 2º             | 2º             | 2º             | 2º             | 2º             | 2º             | 1º             | 1º             | 1º             | 1º             | 1º             | 1º             | 1º             |
| Competizioni a squadre                                                                    |                |                |                |                |                |                |                |                |                |                |                |                |                |                |                |
| Giochi olimpici invernali                                                                 |                |                |                | 4º S 4º P      |                |                |                |                |                |                |                | 7º S 3º P      |                |                |                |
| World Team Trophy                                                                         |                |                |                |                |                |                |                |                | 6º S 5º P      |                | 4º S 2º P      |                | 4º S 2º P      |                | 3º S 3º P      |
| R = Ritirati; C = Evento cancellato; S = Risultato della squadra; P = Risultato personale |                |                |                |                |                |                |                |                |                |                |                |                |                |                |                |

### Con Paulmier per la Francia
| Internazionali      | Internazionali | Internazionali | Internazionali |
| Evento              | 2006–07        | 2007–08        | 2008–09        |
| ------------------- | -------------- | -------------- | -------------- |
| Campionati mondiali |                | 18°            | 19°            |
| JGP Bulgaria        |                | 9°             |                |
| JGP Repubblica Ceca | 12°            |                |                |
| JGP Francia         |                |                | 8°             |
| JGP U.S.A.          |                | 5°             |                |
| Santa Claus Cup     |                |                | 1st J          |
| Nazionali           |                |                |                |
| Campionati francesi |                |                | 5°             |
| J = Junior          |                |                |                |